# Административно-территориальное деление Санкт-Петербурга
В рамках территориального устройства Санкт-Петербург делится на территориальные единицы, к которым относятся административно-территориальные единицы и муниципальные образования.

## Административно-территориальное устройство
1. Адмиралтейский
2. Василеостровский
3. Выборгский
4. Калининский
5. Кировский
6. Колпинский
7. Красногвардейский
8. Красносельский
9. Кронштадтский
10. Курортный
11. Московский
12. Невский
13. Петроградский
14. Петродворцовый
15. Приморский
16. Пушкинский
17. Фрунзенский
18. Центральный

Районы Санкт-Петербурга

Административно-территориальное устройство города Санкт-Петербурга — территориальное деление города федерального значения Санкт-Петербурга на административно-территориальные единицы в целях осуществления полномочий исполнительных органов государственной власти Санкт-Петербурга.
Административно-территориальными единицами, на которые делится город, являются 18 районов Санкт-Петербурга.

### Районы Санкт-Петербурга
| №  | район             | население, чел. (2025) | площадь, км² | плотность населения, чел./км² |
| -- | ----------------- | ---------------------- | ------------ | ----------------------------- |
| 1  | Адмиралтейский    | ↗154 424               | 13,82        | 11 174                        |
| 2  | Василеостровский  | ↗208 720               | 21,47        | 9721,5                        |
| 3  | Выборгский        | ↗551 925               | 115,52       | 4777,7                        |
| 4  | Калининский       | ↗532 972               | 40,18        | 13 264,6                      |
| 5  | Кировский         | ↘329 419               | 47,46        | 6941                          |
| 6  | Колпинский        | ↗189 870               | 102,25       | 1856,9                        |
| 7  | Красногвардейский | ↗368 354               | 56,35        | 6536,9                        |
| 8  | Красносельский    | ↗440 817               | 90,49        | 4871,4                        |
| 9  | Кронштадтский     | ↗44 655                | 19,53        | 2286,5                        |
| 10 | Курортный         | ↗84 309                | 268,19       | 314,4                         |
| 11 | Московский        | ↘333 941               | 73,07        | 4570,2                        |
| 12 | Невский           | ↗556 880               | 60,66        | 9180,3                        |
| 13 | Петроградский     | ↗118 213               | 19,54        | 6049,8                        |
| 14 | Петродворцовый    | ↗134 895               | 107,08       | 1259,8                        |
| 15 | Приморский        | ↗714 854               | 109,90       | 6504,6                        |
| 16 | Пушкинский        | ↗277 341               | 240,09       | 1155,2                        |
| 17 | Фрунзенский       | ↘412 471               | 37,52        | 10 993,4                      |
| 18 | Центральный       | ↘198 862               | 17,77        | 11 190,9                      |

### Краткая историческая справка
- Адмиралтейский район образован 11 марта 1994 года в результате объединения Ленинского и Октябрьского районов. При этом до настоящего времени на территории района осуществляют свою деятельность Ленинский и Октябрьский районные суды[3].
- Василеостровский район образован в марте-мае 1917 года[4] из Васильевской полицейской части[5].
- Выборгский район образован в марте-мае 1917 года[4] из Выборгской полицейской части.
- Калининский район образован в 1936 году из Выборгского района. Первоначально он назывался Красногвардейским. Современное название имеет с августа 1946 года[4].
- Кировский район образован в марте-мае 1917 года[4] из Нарвской полицейской части. Современное название имеет с декабря 1934 года.
- Колпинский район образован в 1936 году в результате расформирования Пригородного района Ленинградской области.
- Красногвардейский район образован в 1973 году из части Калининского района[4].
- Красносельский район образован 13 апреля 1973 года.
- Кронштадт заложен Петром I 7 (18) мая 1704 года как Кроншлот, а собственно крепость Кронштадт — 7 (18) октября 1723 года.
- Курортный район образован в санаторно-курортной зоне в 1946 году.
- Московский район образован в 1919 году[4].
- Невский район образован в марте-мае 1917 года[4].
- Петроградский район как историческая Петербургская (Петроградская) сторона был заложен с основанием города в 1703 году, как район впервые образован в марте-мае 1917 года[4].
- Петродворцовый район образован 5 июня 1938 года в результате реорганизации городского совета в городе Петергоф. В 2005 году включена территория ранее существовавшего Ломоносовского района
- Приморский район образован в 1936 году[4]. С 1949 по 1989 год носил название Ждановский район.
- Пушкинский район образован 5 июня 1938 года в результате реорганизации городского совета в городе Пушкине. В 2005 г. включена территория ранее существовавшего Павловского района.
- Фрунзенский район образован 9 апреля 1936 года из частей упразднённых Центрального и Смольнинского районов[4].
- Центральный район образован 11 марта 1994 года из частей упразднённых Дзержинского, Куйбышевского и Смольнинского районов. При этом до настоящего времени на территории района осуществляют свою деятельность Дзержинский, Куйбышевский и Смольнинский районные суды.

## Муниципальное устройство
В рамках муниципального устройства, в границах районов Санкт-Петербурга образованы 111 внутригородских муниципальных образований города федерального значения Санкт-Петербурга (внутригородских территорий города федерального значения Санкт-Петербурга), среди которых:
- 81 муниципальный округ[6],
- 9 городов,
- 21 посёлок.

В плане законопроектной работы на 2-й квартал 2021 года имеется предложение о переименовании муниципальных округов в округа и ряде других изменений названий внутригородских муниципальных образований для приведения их в соответствие с правописанием и законодательством об общих принципах организации местного самоуправления, выделившим поправками 2019 года такой тип муниципальных образований как муниципальный округ.

### Внутригородские муниципальные образования Санкт-Петербурга
Ниже представлен список внутригородских муниципальных образований Санкт-Петербурга, распределённых по районам Санкт-Петербурга.
| №   | Флаг | Герб | Статус ВМО | Название ВМО           | Дата присвоения       | Бывшее № название | Площадь (км²) | Население (чел.) 2025 г. | Плотность населения (чел./км²) | Район             |
| --- | ---- | ---- | ---------- | ---------------------- | --------------------- | ----------------- | ------------- | ------------------------ | ------------------------------ | ----------------- |
| 1   |      |      | мун. округ | Коломна                | 05.02.1999            | МО № 1            | 1,89          | ↗33 543                  | 18 003                         | Адмиралтейский    |
| 2   |      |      | мун. округ | Сенной округ           | 12.03.2001            | МО № 2            | 1,10          | ↘20 342                  | 18 777                         | Адмиралтейский    |
| 3   |      |      | мун. округ | Адмиралтейский округ   | 02.06.2000            | МО № 3            | 2,10          | ↗23 971                  | 11 519                         | Адмиралтейский    |
| 4   |      |      | мун. округ | Семёновский            | 19.05.2008            | МО № 4            | 1,66          | ↘22 109                  | 13 502                         | Адмиралтейский    |
| 5   |      |      | мун. округ | Измайловское           | 12.03.2001            | МО № 5            | 3,19          | ↗32 761                  | 10 284                         | Адмиралтейский    |
| 6   |      |      | мун. округ | Екатерингофский        | 20.10.2010            | МО № 6            | 3,05          | ↗21 698                  | 7 177                          | Адмиралтейский    |
| 7   |      |      | мун. округ | № 7                    |                       | МО № 7            | 4,33          | ↗36 749                  | 8 379                          | Василеостровский  |
| 8   |      |      | мун. округ | Васильевский           | 19.05.2008            | МО № 8            | 2,41          | ↗31 937                  | 13 106                         | Василеостровский  |
| 9   |      |      | мун. округ | Гавань                 | 15.03.2004            | МО № 9            | 3,20          | ↗41 719                  | 12 907                         | Василеостровский  |
| 10  |      |      | мун. округ | Морской округ Морской  | 25.10.2013 17.06.1998 | МО № 10           | 1,80          | ↗36 676                  | 20 146                         | Василеостровский  |
| 11  |      |      | мун. округ | Остров Декабристов     | 16.04.2010            | МО № 11           | 6,28          | ↗61 639                  | 9 753                          | Василеостровский  |
| 12  |      |      | мун. округ | Сампсониевское         | 05.02.1999            | МО № 12           | 4,90          | ↗39 654                  | 7 986                          | Выборгский        |
| 13  |      |      | мун. округ | Светлановское          | 05.02.1999            | МО № 13           | 22,03         | ↗90 456                  | 4 109                          | Выборгский        |
| 14  |      |      | мун. округ | Сосновское             | 05.02.1999            | МО № 14           | 5,77          | ↗60 831                  | 10 556                         | Выборгский        |
| 15  |      |      | мун. округ | № 15                   |                       | МО № 15           | 4,20          | ↗61 428                  | 14 617                         | Выборгский        |
| 16  |      |      | мун. округ | Сергиевское Парнас     | 14.03.2017 02.06.2000 | МО № 16           | 6,13          | ↗60 398                  | 9 889                          | Выборгский        |
| 17  |      |      | мун. округ | Шувалово-Озерки        | 17.06.1998            | МО № 17           | 7,20          | ↗117 262                 | 16 228                         | Выборгский        |
| 18  |      |      | посёлок    | Левашово               |                       |                   | 34,43         | ↗6134                    | 175                            | Выборгский        |
| 19  |      |      | посёлок    | Парголово              |                       |                   | 42,00         | ↗115 762                 | 2 528                          | Выборгский        |
| 20  |      |      | мун. округ | Гражданка              | 05.02.1999            | МО № 18           | 4,15          | ↗67 736                  | 16 521                         | Калининский       |
| 21  |      |      | мун. округ | Академическое          | 05.02.1999            | МО № 19           | 6,57          | ↗108 955                 | 16 729                         | Калининский       |
| 22  |      |      | мун. округ | Финляндский округ      | 26.09.2002            | МО № 20           | 10,21         | ↗72 500                  | 7 131                          | Калининский       |
| 23  |      |      | мун. округ | № 21                   |                       | МО № 21           | 3,98          | ↗76 698                  | 19 496                         | Калининский       |
| 24  |      |      | мун. округ | Пискарёвка             | 05.02.1999            | МО № 22           | 9,07          | ↗82 129                  | 9 031                          | Калининский       |
| 25  |      |      | мун. округ | Северный               | 17.06.1998            | МО № 23           | 2,15          | ↗48 225                  | 22 596                         | Калининский       |
| 26  |      |      | мун. округ | Прометей               | 05.02.1999            | МО № 24           | 4,05          | ↗76 729                  | 19 118                         | Калининский       |
| 27  |      |      | мун. округ | Княжево                | 19.03.2010            | МО № 25           | 4,55          | ↘59 414                  | 13 320                         | Кировский         |
| 28  |      |      | мун. округ | Ульянка                | 12.03.2001            | МО № 26           | 4,81          | ↘75 768                  | 16 058                         | Кировский         |
| 29  |      |      | мун. округ | Дачное                 | 26.09.2002            | МО № 27           | 4,30          | ↘70 009                  | 16 649                         | Кировский         |
| 30  |      |      | мун. округ | Автово                 | 02.06.2000            | МО № 28           | 12,00         | ↘42 496                  | 3 601                          | Кировский         |
| 31  |      |      | мун. округ | Нарвский округ         | 02.06.2000            | МО № 29           | 7,61          | ↘33 237                  | 4 419                          | Кировский         |
| 32  |      |      | мун. округ | Красненькая речка      | 26.09.2002            | МО № 30           | 2,03          | ↘38 080                  | 19 173                         | Кировский         |
| 33  |      |      | мун. округ | Морские ворота         | 26.09.2002            | МО № 31           | 8,01          | ↘10 415                  | 1 321                          | Кировский         |
| 34  |      |      | город      | Колпино                |                       |                   | 57,49         | ↗147 179                 | 2 503                          | Колпинский        |
| 35  |      |      | посёлок    | Понтонный              |                       |                   | 8,00          | ↗8603                    | 1 074                          | Колпинский        |
| 36  |      |      | посёлок    | Усть-Ижора             |                       |                   | 4,15          | ↘2617                    | 633                            | Колпинский        |
| 37  |      |      | посёлок    | Петро-Славянка         |                       |                   | 17,32         | ↗2146                    | 121                            | Колпинский        |
| 38  |      |      | посёлок    | Сапёрный               |                       |                   | 4,00          | ↗1733                    | 410                            | Колпинский        |
| 39  |      |      | посёлок    | Металлострой           |                       |                   | 1,12          | ↗27 592                  | 24 387                         | Колпинский        |
| 40  |      |      | мун. округ | Полюстрово             | 02.06.2000            | МО № 32           | 20,85         | ↗76 707                  | 3 606                          | Красногвардейский |
| 41  |      |      | мун. округ | Большая Охта           | 21.07.2008            | МО № 33           | 5,80          | ↗58 176                  | 10 024                         | Красногвардейский |
| 42  |      |      | мун. округ | Малая Охта             | 15.03.2004            | МО № 34           | 5,30          | ↘43 319                  | 8 191                          | Красногвардейский |
| 43  |      |      | мун. округ | Пороховые              | 30.06.2005            | МО № 35           | 7,13          | ↘128 807                 | 18 085                         | Красногвардейский |
| 44  |      |      | мун. округ | Ржевка                 | 02.06.2000            | МО № 36           | 17,09         | ↗61 345                  | 3 586                          | Красногвардейский |
| 45  |      |      | мун. округ | Юго-Запад              | 09.07.2009            | МО № 37           | 2,84          | ↘58 269                  | 20 908                         | Красносельский    |
| 46  |      |      | мун. округ | Южно-Приморский        | 19.05.2008            | МО № 38           | 10,28         | ↗130 109                 | 12 485                         | Красносельский    |
| 47  |      |      | мун. округ | Сосновая Поляна        | 12.03.2001            | МО № 39           | 8,87          | ↗76 863                  | 7 910                          | Красносельский    |
| 48  |      |      | мун. округ | Урицк                  | 05.02.1999            | МО № 40           | 4,81          | ↘49 984                  | 10 614                         | Красносельский    |
| 49  |      |      | мун. округ | Константиновское       | 21.07.2008            | МО № 41           | 13,09         | ↘35 236                  | 2 763                          | Красносельский    |
| 50  |      |      | мун. округ | Горелово               | 19.05.2008            | МО № 42           | 33,00         | ↗29 194                  | 842                            | Красносельский    |
| 51  |      |      | город      | Красное Село           | 05.02.1999            | МО № 43           | 19,28         | ↗61 162                  | 3 042                          | Красносельский    |
| 52  |      |      | город      | Кронштадт              |                       |                   | 19,35         | ↗44 655                  | 2 295                          | Кронштадтский     |
| 53  |      |      | город      | Зеленогорск            |                       |                   | 40,00         | ↗15 568                  | 387                            | Курортный         |
| 54  |      |      | город      | Сестрорецк             |                       |                   | 88,40         | ↗46 304                  | 517                            | Курортный         |
| 55  |      |      | посёлок    | Белоостров             |                       |                   | 25,04         | ↗2466                    | 98                             | Курортный         |
| 56  |      |      | посёлок    | Комарово               |                       |                   | 31,00         | ↘1476                    | 48                             | Курортный         |
| 57  |      |      | посёлок    | Молодёжное             |                       |                   | 12,46         | ↘1588                    | 134                            | Курортный         |
| 58  |      |      | посёлок    | Песочный               |                       |                   | 17,60         | ↗9977                    | 560                            | Курортный         |
| 59  |      |      | посёлок    | Репино                 |                       |                   | 15,77         | ↗3022                    | 185                            | Курортный         |
| 60  |      |      | посёлок    | Серово                 |                       |                   | 9,78          | ↘301                     | 32                             | Курортный         |
| 61  |      |      | посёлок    | Смолячково             |                       |                   | 8,35          | ↘748                     | 99                             | Курортный         |
| 62  |      |      | посёлок    | Солнечное              |                       |                   | 15,57         | ↗2048                    | 126                            | Курортный         |
| 63  |      |      | посёлок    | Ушково                 |                       |                   | 25,00         | ↘811                     | 33                             | Курортный         |
| 64  |      |      | мун. округ | Московская застава     | 17.06.1998            | МО № 44           | 10,01         | ↘45 013                  | 4 509                          | Московский        |
| 65  |      |      | мун. округ | Гагаринское            | 05.02.1999            | МО № 45           | 7,97          | ↘65 614                  | 8 314                          | Московский        |
| 66  |      |      | мун. округ | Новоизмайловское       | 17.06.1998            | МО № 46           | 6,69          | ↘83 286                  | 12 557                         | Московский        |
| 67  |      |      | мун. округ | Пулковский меридиан    | 21.07.2008            | МО № 47           | 35,91         | ↘45 710                  | 1 277                          | Московский        |
| 68  |      |      | мун. округ | Звёздное               | 17.06.1998            | МО № 48           | 8,90          | ↗94 318                  | 10 556                         | Московский        |
| 69  |      |      | мун. округ | Невская застава        | 26.09.2002            | МО № 49           | 7,11          | ↗28 441                  | #Н/Д                           | Невский           |
| 70  |      |      | мун. округ | Ивановский             | 19.05.2008            | МО № 50           | 5,49          | ↗27 516                  | 4 952                          | Невский           |
| 71  |      |      | мун. округ | Обуховский             | 05.02.1999            | МО № 51           | 5,51          | ↗57 556                  | 10 271                         | Невский           |
| 72  |      |      | мун. округ | Рыбацкое               | 02.06.2000            | МО № 52           | 9,16          | ↗71 335                  | 7 637                          | Невский           |
| 73  |      |      | мун. округ | Народный               | 31.10.2012            | МО № 53           | 9,86          | ↗81 210                  | 8 043                          | Невский           |
| 74  |      |      | мун. округ | № 54                   |                       | МО № 54           | 6,11          | ↗68 326                  | 11 051                         | Невский           |
| 75  |      |      | мун. округ | Невский округ          | 12.03.2001            | МО № 55           | 4,44          | ↗70 577                  | 15 614                         | Невский           |
| 76  |      |      | мун. округ | Оккервиль              | 05.02.1999            | МО № 56           | 2,49          | ↗62 501                  | 24 947                         | Невский           |
| 77  |      |      | мун. округ | Правобережный          | 20.10.2010            | МО № 57           | 6,40          | ↗89 418                  | 13 737                         | Невский           |
| 78  |      |      | мун. округ | Введенский             | 15.04.2009            | МО № 58           | 1,07          | ↗15 799                  | 14 499                         | Петроградский     |
| 79  |      |      | мун. округ | Кронверкское           | 12.03.2001            | МО № 59           | 1,74          | ↗16 881                  | 9 540                          | Петроградский     |
| 80  |      |      | мун. округ | Посадский              | 15.04.2009            | МО № 60           | 1,74          | ↗16 154                  | 9 116                          | Петроградский     |
| 81  |      |      | мун. округ | Аптекарский остров     | 12.03.2001            | МО № 61           | 2,57          | ↗21 092                  | 8 042                          | Петроградский     |
| 82  |      |      | мун. округ | округ Петровский       | 02.06.2000            | МО № 62           | 2,92          | ↗17 932                  | 5 982                          | Петроградский     |
| 83  |      |      | мун. округ | Чкаловское             | 26.09.2002            | МО № 63           | 9,50          | ↗30 355                  | 3 121                          | Петроградский     |
| 84  |      |      | посёлок    | Стрельна               |                       |                   | 19,42         | ↗14 651                  | 739                            | Петродворцовый    |
| 85  |      |      | город      | Ломоносов              |                       |                   | 41,00         | ↘38 477                  | 953                            | Петродворцовый    |
| 86  |      |      | город      | Петергоф               |                       |                   | 48,30         | ↗81 767                  | 1 671                          | Петродворцовый    |
| 87  |      |      | мун. округ | Лахта-Ольгино          | 05.02.1999            | МО № 64           | 31,00         | ↗15 968                  | 495                            | Приморский        |
| 88  |      |      | мун. округ | № 65                   |                       | МО № 65           | 11,16         | ↗194 361                 | 17 054                         | Приморский        |
| 89  |      |      | мун. округ | Ланское Чёрная речка   | 28.03.2019 24.01.2008 | МО № 66           | 7,84          | ↗70 883                  | 8 906                          | Приморский        |
| 90  |      |      | мун. округ | Комендантский аэродром | 02.06.2000            | МО № 67           | 5,45          | ↗95 484                  | 17 277                         | Приморский        |
| 91  |      |      | мун. округ | Озеро Долгое           | 30.06.2005            | МО № 68           | 5,50          | ↗92 572                  | 16 595                         | Приморский        |
| 92  |      |      | мун. округ | Юнтолово               | 17.06.1998            | МО № 69           | 11,96         | ↗116 908                 | 9 553                          | Приморский        |
| 93  |      |      | мун. округ | Коломяги               | 28.02.2011            | МО № 70           | 26,41         | ↗122 082                 | 4 452                          | Приморский        |
| 94  |      |      | посёлок    | Лисий Нос              |                       |                   | 8,53          | ↗6596                    | 761                            | Приморский        |
| 95  |      |      | город      | Павловск               |                       |                   | 39,80         | ↗18 485                  | 447                            | Пушкинский        |
| 96  |      |      | город      | Пушкин                 |                       |                   | 89,30         | ↗108 969                 | 1 212                          | Пушкинский        |
| 97  |      |      | посёлок    | Шушары                 |                       |                   | 106,63        | ↗144 901                 | 1 247                          | Пушкинский        |
| 98  |      |      | посёлок    | Александровская        |                       |                   | 4,77          | ↗3221                    | 648                            | Пушкинский        |
| 99  |      |      | посёлок    | Тярлево                |                       |                   | 2,62          | ↗1765                    | 650                            | Пушкинский        |
| 100 |      |      | мун. округ | Волковское             | 19.05.2008            | МО № 71           | 12,54         | ↘61 224                  | 4 884                          | Фрунзенский       |
| 101 |      |      | мун. округ | № 72                   |                       | МО № 72           | 3,60          | ↘67 523                  | 18 846                         | Фрунзенский       |
| 102 |      |      | мун. округ | Купчино                | 17.06.1998            | МО № 73           | 2,82          | ↘55 794                  | 19 900                         | Фрунзенский       |
| 103 |      |      | мун. округ | Георгиевский           | 21.07.2008            | МО № 74           | 4,20          | ↘91 841                  | 22 014                         | Фрунзенский       |
| 104 |      |      | мун. округ | Александровский        | 01.07.2021            | МО № 75           | 10,00         | ↗62 485                  | 6 231                          | Фрунзенский       |
| 105 |      |      | мун. округ | Балканский             | 19.05.2008            | МО № 76           | 4,24          | ↘73 604                  | 17 454                         | Фрунзенский       |
| 106 |      |      | мун. округ | Дворцовый округ        | 17.06.1998            | МО № 77           | 1,75          | ↘7288                    | 4 199                          | Центральный       |
| 107 |      |      | мун. округ | № 78                   |                       | МО № 78           | 1,31          | ↘8959                    | 6 935                          | Центральный       |
| 108 |      |      | мун. округ | Литейный округ         | 05.02.1999            | МО № 79           | 2,36          | ↘39 786                  | 17 013                         | Центральный       |
| 109 |      |      | мун. округ | Смольнинское           | 05.02.1999            | МО № 80           | 5,44          | ↘73 545                  | 13 641                         | Центральный       |
| 110 |      |      | мун. округ | Лиговка-Ямская         | 05.02.1999            | МО № 81           | 3,30          | ↘19 523                  | 5 928                          | Центральный       |
| 111 |      |      | мун. округ | Владимирский округ     | 05.02.1999            | МО № 82           | 2,43          | ↘49 761                  | 20 700                         | Центральный       |

Примечание: Названия муниципальных образований указаны по тексту закона № 411-68 «О территориальном устройстве Санкт-Петербурга», ст. 7.3. с последующими поправками к нему.

## История административно-территориального деления
С момента своего основания Санкт-Петербург постепенно расширялся, занимая всё новые земли. В 1717 году площадь города составляла 12 км², в 1828 — 54 км²; в 1917—105 км²; в 1935—314 км²; в 1990—606 км²; на 2022 год — 1439 км². С 1718 по 1917 год территория Петербурга делилась на несколько полицейских частей. Деление города на районы возникло в 1917 году и существует в настоящее время.

### 1703 – 1917 года
- 25 мая 1718 года Санкт-Петербург был разделён на пять административно-полицейских частей: Санкт-Петербургский остров, Адмиралтейский остров, Васильевский остров, Московская сторона и Выборгская сторона[18][19].
- 27 октября 1737 года — образована Литейная сторона (включая Охту), а Выборгская сторона вошла в состав части Санкт-Петербургский остров[20].
- С 1766 по 1782 год город делился на 1-ю, 2-ю и 3-ю Адмиралтейские части; Васильевскую часть с предместьем, расположенным севернее Малого проспекта и западнее 17-й линии; Петербургскую часть с предместьем, Выборгской стороной и Охтой; Литейную часть; Александро-Невское предместье, выделенное из Литейной части; Московское предместье и Лифляндское предместье[21][18].
- 1782 год — город разделен на 10 частей: 1-я, 2-я и 3-я Адмиралтейские части, Санкт-Петербургская, Васильевская, Московская, Литейная, Каретная, Рождественская и Выборгская[22].
- 1796 год — образована 4-я Адмиралтейская часть за счёт выделения территорий из 2-й и 3-й Адмиралтейских частей[22].
- 1811 год — за счёт разделения 4-й Адмиралтейской части образована 12-я часть — Нарвская[23].
- 1828 год — образована 13-я часть — Охтенская[23].
- 1858 — Охтинская часть включена в состав Выборгской стороны.
- 1865 — 1-я Адмиралтейская часть переименована в Адмиралтейскую, 2-я Адмиралтейская — в Казанскую, 3-я Адмиралтейская — в Спасскую, 4-я Адмиралтейская — в Коломенскую, Каретная часть — в Александро-Невскую.
- В 1871 году были образованы четыре пригородные части, подчинённые Петербургской полиции, но не входившие в состав города: Петергофская, Шлиссельбургская, Лесная и Полюстровская[18].
- 1900 год — город состоит из 12 частей и четырёх пригородов: Адмиралтейская, Александро-Невская, Васильевская, Выборгская, Казанская, Коломенская, Литейная, Московская, Нарвская, Петербургская, Рождественская, Спасская части, а также Лесной, Петергофский, Полюстровский, Шлиссельбургский пригородные участки[24].
- к 1917 году добавилось ещё три пригородных участка, подчинённых городской администрации: Новодеревенский, Охтенский (во второй половине XX века написание изменилось на Охтинский) и Александровский.

### 1917 – 1935 года
- 24 марта 1917 года Городская дума одобрила «Временное положение о районных думах Петрограда», согласно которому, вместо ранее существовавшего деления города на 12 полицейских частей и 7 участков, было организовано деление на 18 районов под управлением районных Дум: Адмиралтейский, Александро-Невский, Васильевский (Василеостровский), Выборгский, Казанский, Коломенский, Лесновско-Удельнинский, Литейный, Московский, Нарвский, Невский, Новодеревенский, Охтенский (Охтинский), Петергофский, Петроградский, Полюстровско-Пороховской, Рождественский и Спасский[25][26].
- Помимо административных районов в Петрограде, начиная с марта 1917 года, были созданы советские районы во главе с районными Советами рабочих и солдатских депутатов: Василеостровский, Выборгский, 1-й и 2-й Городской, Нарвский, Невский, Обуховский, Охтинский, Петергофский, Петроградский, Пороховской и Рождественский. В сентябре 1917 года из части 2-го Городского района были образованы Адмиралтейский и Спасский районы. В декабре из части территории Выборгского района был образован Новодеревенский. Территория примерно половины советских районов и административных районов не совпадали. В последующем, по окончании двоевластия сохранилось деление города на советские районы[26].
- 1918 — Невский и Обуховский районы объединены в Невско-Обуховский район.
- 1919 — Охтенский и Рождественский районы объединены в Смольнинский район, Нарвский и Петергофский районы — в Нарвско-Петергофский, Адмиралтейский и Спасский  — во 2-й Городской. Новодеревенский район включён в Петроградский. Часть Нарвского района была выделена в самостоятельный Московский район[26]. Таким образом, в Петрограде осталось 10 районов: 1-й Городской, 2-й Городской, Василеостровский, Выборгский, Московский, Нарвско-Петергофский, Невско-Обуховский (Володарский), Петроградский, Пороховской, Смольнинский. Территория города была расширена на юг за счет пригородной зоны Петроградского уезда Петроградской губернии.
- 1922 — Согласно постановлению Петрогубисполкома от 12 июля территория Пороховской района была присоединена к Выборгскому району. Были ликвидированы: Смольнинский, 1-й и 2-й Городские, Московско-Заставский и Нарвско-Петергофский районы. Образованы Центрально-Городской район  и Московско-Нарвский район[27]. Всего в городе было шесть районов: Василеостровский, Володарский, Выборгский, Московско-Нарвский, Петроградский и Центрально-Городской[26].
- 1930 — Согласно постановлению президиума Ленсовета от 17 мая 1930 года проведено разукрупнение районов: Центральный городской район разделён на Городской район и  Смольнинский район, Московско-Нарвский район — на Московский и Нарвский. Постановлением президиума Ленсовета от 27 сентября Городской район был переименован в Октябрьский район[26].
- 3 декабря 1931 — Ленинград был выделен из Ленинградской области в самостоятельный административно-хозяйственный центр (город республиканского подчинения). Ленинграду были подчинены Кронштадт и Ленинградский Пригородный район Ленинградской области[26].
- 1934 — Из Смольнинского района был выделен Центральный[26]. По постановлению Президиума ЦИК СССР от 15 декабря Нарвский район переименован в Кировский.

### 1936 – 1991 года
После реформы 1936 года Ленинград был разделён на 16 районов вместо прежних 10. Формально — для улучшения управления и обслуживания населения. Фактически — в интересах внутрипартийной политики.
Районирование было инструментом внутрипартийного джерримендеринга — манипуляции границами, чтобы обеспечить нужное соотношение сил внутри партийных организаций. Это позволило Иосифу Сталину закрепить итоги партийной чистки 1933–1936 годов и подготовиться к репрессиям 1937–1938.
По словам исследователя Кирилла Страхова, реформа имела не столько управленческую, сколько политическую цель — усилить контроль за партийцами, «обновить» состав районных комитетов, расчистив их от «неблагонадежных». Сталинская районная сетка во многом сохраняется до сих пор и мешает развитию подлинного местного самоуправления.
- 9 февраля 1937 — Детскосельский район переименован в Пушкинский. Образован районный Совет в Кронштадте.
- 1944 — Указом Президиума Верховного Совета РСФСР от 27 января Петергофский район переименован в Петродворцовый.
- 1946 — Согласно постановлению Совета Министров СССР от 30 июня Красногвардейский район переименован в Калининский[26].
- 1946 — в августе образован Курортный район за счёт разукрупнения Райволовского района Ленинградской области. В октябре на части территории Курортного района образован Сестрорецкий район.
- 1948 — Согласно постановлению Совета Министров СССР, опубликованному 23 октября 1948 года, Приморский район переименован в Ждановский[30].
- 1949 — Указом Президиума Верховного Совета РСФСР от 25 ноября Володарский район переименован в Невский[26].
- 1950 — Кронштадтский райсовет упразднён, административные функции в городе переданы Управлению гражданской администрации при коменданте крепости Кронштадт. Ряд населённых пунктов Красносельского, Павловского и Парголовского районов передан в подчинение райсоветов Ленинграда.
- 1952 — Указом Президиума Верховного Совета РСФСР от 28 января Выборгский район переименован в Сталинский. Указом Президиума Верховного Совета РСФСР от 24 июля рабочие посёлки Усть-Ижора и Понтонный Павловского района Ленинградской области переданы в подчинение Колпинского райсовета Ленинграда.
- 1953 — По Указу Президиума Верховного Совета РСФСР от 25 июля «Об упразднении Павловского района Ленинградской области» Кузьминский, Московско-Славянский, Тярлевский сельсоветы Павловского района были переданы в подчинение Пушкинскому райсовету Ленинграда, рабочий поселок Петрославянка — Колпинскому райсовету Ленинграда, а город Павловск — исполкому Ленгорсовета.
- 1954 — рабочие посёлки упразднённого Парголовского района переданы в подчинение Сталинского и Сестрорецкого райсоветов Ленинграда. Девять сельских населённых пунктов Всеволожского, Гатчинского и Тосненского районов Ленинградской области переданы в подчинение Пушкинского и Сталинского райсоветов и Павловского горсовета.
- 1955 — населенные пункты Веселый Посёлок, Сосновка, Уткина Заводь, Пороховые и посёлок завода имени Сталина Всеволожского района Ленинградской области включены в состав Невского и Калининского районов Ленинграда.
- 1956 — Пулковский поссовет упразднён, его населённые пункты переданы в подчинение Московского райсовета.
- 1957 — Указом Президиума Верховного Совета РСФСР от 23 декабря Сталинский район Ленинграда переименован в Выборгский район.
- 1958 — Указом Президиума Верховного Совета РСФСР от 29 мая в черту города включены посёлок Пулково и территория Среднерогатского поселкового совета, находящиеся до этого в административном подчинении Московского райсовета Ленинграда. В Кронштадте восстановлен райсовет.
- 1959 — Курортный упразднён, его территория включена в состав Сестрорецкого района, образован Зеленогорский горсовет[26]. Павловский горсовет подчинён Пушкинскому райсовету.
- 1960 — в черту Ленинграда включены населённые пункты: Нева, Русановка, Яблоновка, Малиновка, Жерновка, дачи Безобразова и Долгорукова и посёлок Жерновского участка совхоза «Выборгский» Всеволожского района Ленинградской области.
- 1961 — ликвидирован Свердловский район, его территория включена в состав Василеостровского района[31].
- 1963 — территория города значительно расширена за счёт как пригородной зоны, так и районов Ленинградской области. Площадь включённой в черту Ленинграда территории — около 155 км².
- 1965 — изменены границы Куйбышевского, Московского, Невского и Фрунзенского районов[26].
- 1973 — образованы районы: Красногвардейский (из частей Калининского и Невского районов), Красносельский (из города Красное Село, рабочих посёлов Горелово и Можайский и посёлка Торики, переданных из Ленинградской области, и частей Кировского района). Изменены граница Выборгского и Калининского районов[26].
- 1977 — частично изменены границы Ждановского, Петроградского и Выборгского районов[26].
- 1978 — город Ломоносов Ленинградской области отнесён к категории городов районного подчинения, с передачей его и части территории Ломоносовского района из Ленинградской области в пригородную зону Ленинграда. Горсовет Ломоносова передан в административное подчинение Петродворцовому райсовету. Посёлок Хвойный Гатчинского района Ленинградской области передан в административное подчинение Красносельскому райсовету Ленинграда.
- 1988 — частично изменены границы Дзержинского, Куйбышевского, Выборгского, Калининского, Московского, Красносельского и Кировского районов[26].
- 1989 — Ждановский район переименован в Приморский[26], города Зеленогорск, Ломоносов и Павловск переданы в непосредственное подчинение Ленгорсовету.
- 1990 — 16 городских районов: Василеостровский, Выборгский, Дзержинский, Калининский, Кировский, Красногвардейский, Красносельский, Куйбышевский, Ленинский, Московский, Невский, Октябрьский, Петроградский, Приморский, Смольнинский, Фрунзенский; пригородные районы и города в городском подчинении: Колпино, Кронштадт, Петродворец, Пушкин, Сестрорецк, Зеленогорск, Ломоносов и Павловск.

### После 1991 года

Административное деление Санкт-Петербурга (1995—2005):
1. Адмиралтейский
2. Василеостровский
3. Выборгский
4. Калининский
5. Кировский
6. Колпинский
7. Красногвардейский
8. Красносельский
9. Кронштадтский
10. Курортный
11. Ломоносовский
12. Московский
13. Невский
14. Павловский
15. Петроградский
16. Петродворцовый
17. Приморский
18. Пушкинский
19. Фрунзенский
20. Центральный

- 1994 — количество районов сокращено с 24 до 20: Дзержинский, Куйбышевский и Смольнинский районы объединены в Центральный, а Ленинский и Октябрьский — в Адмиралтейский район. Сестрорецкий район и Зеленогорский район объединены в Курортный.
- 1995 — Ломоносов выделен из Петродворцового района, а Павловск — из Пушкинского района как отдельные муниципальные образования в составе районов.
- 1996 — принят закон Санкт-Петербурга «Об административно-территориальном устройстве Санкт-Петербурга» № 186-59, установивший административную границу Санкт-Петербурга как субъекта Российской Федерации. Вводится ещё один уровень административно-территориального деления города — муниципальное образование. В границах каждого из районов города было образовано от одного до нескольких муниципальный образований.
- 2005 — принят закон Санкт-Петербурга № 411-68 «О территориальном устройстве Санкт-Петербурга», определяющий современное территориальное и муниципальное устройство.

### Переименованные районы
| старое название    | год переименования | новое название       |
| ------------------ | ------------------ | -------------------- |
| Володарский район  | 1949               | Невский район        |
| Ждановский район   | 1989               | Приморский район     |
| Нарвский район     | 1934               | Кировский район      |
| Сталинский район   | 1957               | Выборгский район     |
| Петергофский район | 1944               | Петродворцовый район |

### Упразднённые районы
- Дзержинский (1936—1994) — территория района вошла в Центральный район Санкт-Петербурга.
- Зеленогорский (1989—1994) — территория района вошла в Курортный район Санкт-Петербурга.
- Куйбышевский (1936—1994) — территория района вошла в Центральный район Санкт-Петербурга.
- Ленинский (1936—1994) — территория района вошла в Адмиралтейский район Санкт-Петербурга.
- Ломоносовский (1995—2003) — в составе Петродворцового района Санкт-Петербурга.
- Октябрьский (1930—1994) — территория района вошла в Адмиралтейский район Санкт-Петербурга.
- Павловский (1995—2005) — в составе Пушкинского района Санкт-Петербурга.
- Пригородный (1930—1936) —  разделён между различными районами Ленинградской области и Санкт-Петербурга.
- Свердловский (1936—1961) — в составе Василеостровского района Санкт-Петербурга.
- Сестрорецкий (1946—1994) — территория района вошла в Курортный район Санкт-Петербурга.
- Смольнинский (1919—1994) — территория района вошла в Центральный район Санкт-Петербурга.